# Jemmy Echaquan Dubé
Jemmy Echaquan-Dubé (1993- ) est une actrice de théâtre et de télévision et une réalisatrice attikamek. Elle est également une des porte-paroles de la communauté autochtone.

## Biographie
Née dans la réserve de Manawan, Jemmy Echaquan déménage à 6 ans à Joliette où elle se trouve confrontée au racisme dans son école primaire. Une fois adulte, elle intègre le réseau jeunesse des premières nations dont elle devient une porte-parole et utilise de sa notoriété acquise lors du tournage de séries télévisées pour sensibiliser le grand-public sur la question des peuples autochtones,. Grâce à ses activités militantes, elle est invitée à une marche pour le climat, en septembre 2019, par Greta Thunberg.
En mars 2020, elle exprime publiquement son indignation à la suite du décès brutal de sa grande cousine Joyce Echaquan.
Après son départ des tournages des deux téléromans qui l'avaient faite connaître, elle commence une carrière au théâtre et participe à des émissions populaires telles que la 3ème saison de Big brothers célébrités, début 2023,. La même année, alors qu'un mégafeu ravage la forêt canadienne, elle tourne une vidéo pour la télévision de son pays, à destination des jeunes, où elle explique les conséquences des incendies sur les premières nations.

## Réalisations professionnelles

### Comme actrice
- 2021- 2023 : Delphine rêve toujours (pièce de théâtre jouée à Québec, Toronto, Sudbury et Montréal), rôle : Delphine[9],[10]
- 2020 : Toute la Vie (série télévisée canadienne) : saison  2, rôle : Méli[11],[12]
- 2019-2020 : Fugueuse (série télévisée canadienne) : saison 1-2, rôle : Daisy[13],[3],[14]

### Comme réalisatrice
Jemmy Echaquan a réalisé des courts métrages dont le plus connu Deux Pochaontas en ville (co-réalisatrice Marie-Édith Fontaine) veut sensibiliser aux préjugés dont sont victimes les autochtones au Québec.